# Boardman Robinson
Boardman Robinson, né le 6 septembre 1867 en Nouvelle-Écosse au Canada et mort le 5 septembre 1952, est un artiste, illustrateur, et dessinateur de presse de nationalités canadiennes et américaines.

## Biographie

### Premières années
Boardman Robinson passe son enfance en Angleterre et au Canada, avant de déménager à Boston dans la première moitié des années 1890. Il commence par étudier à l'École normale, en suivant un programme pour apprendre le dessin technique.
Robinson a d'abord étudié l'art au Massachusetts College of Art (en) à Boston. Plus tard, il continue d'étudier à l'Académie Colarossi et à l'École des beaux-arts à Paris, où il est influencé par les caricatures politiques d'Honoré Daumier, ainsi que par Jean-Louis Forain et Théophile Alexandre Steinlen.
En 1903, Robinson épouse Sarah Senter Whitney. Le couple déménage à Paris où Robinson travaille brièvement comme directeur artistique pour Vogue, avant de retourner aux États-Unis en 1904.

### Carrière
De retour aux États-Unis, Robinson travaille comme illustrateur, dessinateur de bandes dessinées et d'illustrations de théâtre pour le New York Morning Telegraph (en). Il est travailleur indépendant pour un large éventail d'autres magazines populaires, y compris le Pearson's Magazine, le Scribner's Magazine, Collier's, Harper's Weekly, et d'autres.
En 1910, Robinson obtient un travail de dessinateur de presse au New York Tribune, un poste qu'il conserve pendant quatre ans. Avec l'irruption de la Première Guerre mondiale en 1914, Robinson devient de plus en plus antimilitariste, ses opinions politiques le mettent en conflit avec son employeur, ce qui le pousse à quitter le journal.
En 1915, il voyage en Europe de l'Est, pour le Metropolitan Magazine avec le journaliste John Silas Reed.
Les comptes-rendus de Reed ont été recueillis dans un livre intitulé « La guerre en Europe de l'Est », auquel Robinson a contribué en illustrations.
À son retour d'Europe, Robinson travaille pour le périodique The Masses, un mensuel d'orientation socialiste mêlant articles politiques et littéraires, créé en 1911. Des dessins hautement politiques y sont publiés, à l'orientation anti-guerre, le magazine est réputé pour avoir violé la loi Espionage Act de 1917 et, en conséquence, a dû cesser de publier. Robinson et les autres accusés ont été acquittés, le 5 octobre 1918. Après The Masses, Robinson devient rédacteur à The Liberator et New Masses, en collaboration avec l'ancien rédacteur en chef de The Masses, Max Eastman.

## Galerie d'images

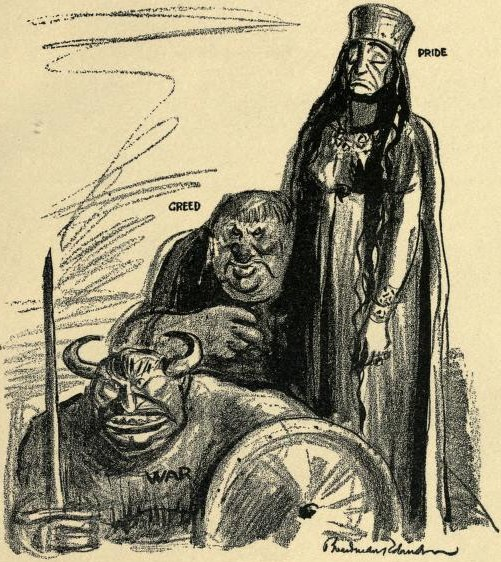
The Father and Mother, v. 1915.
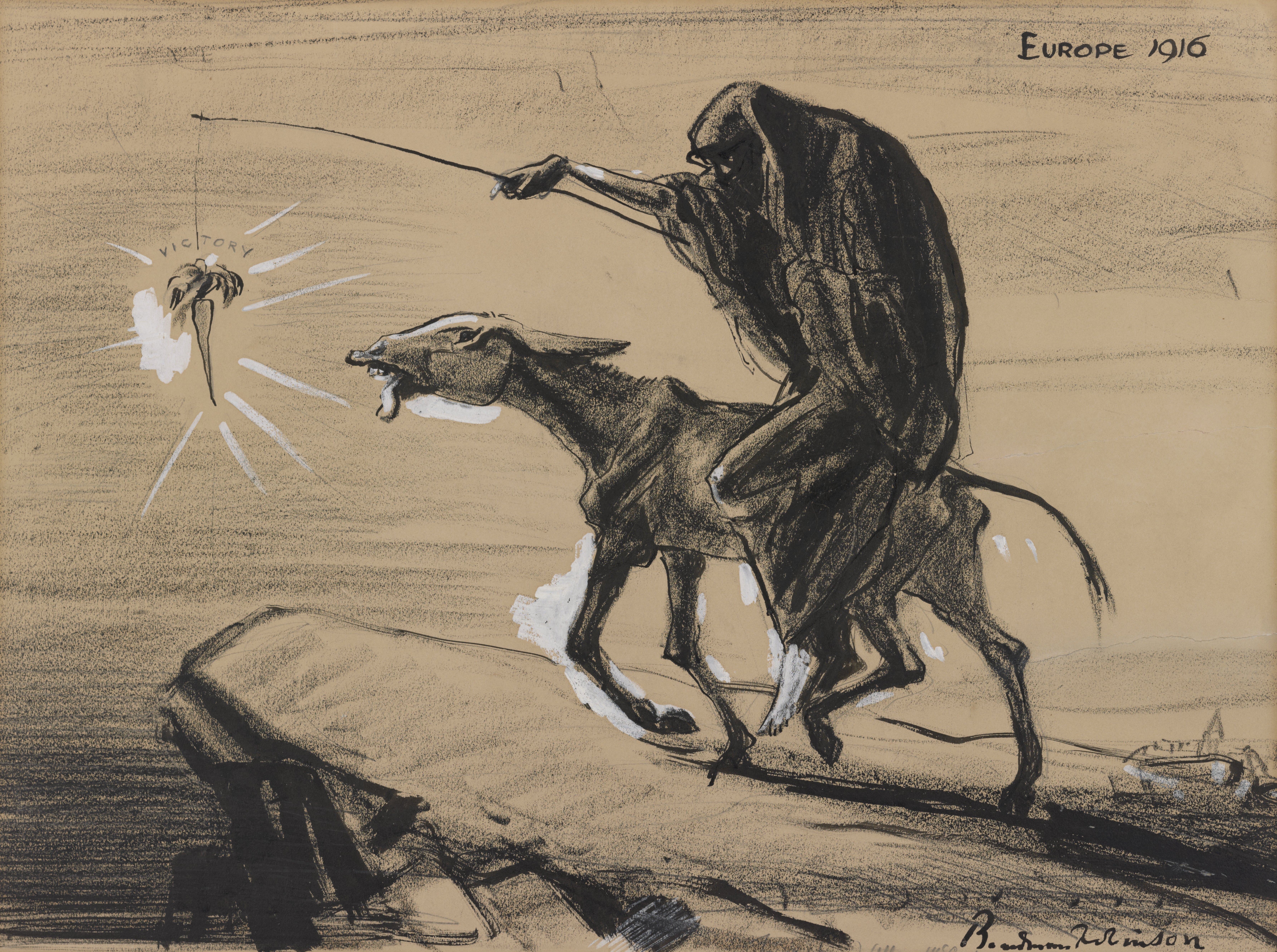
Europe 1916, octobre 1916.
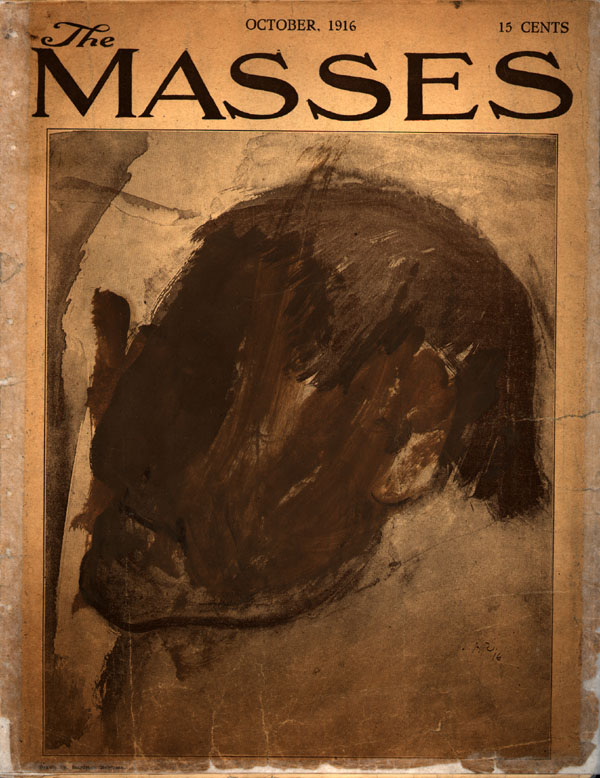
Illustration de couverture pour The Masses, 1916.
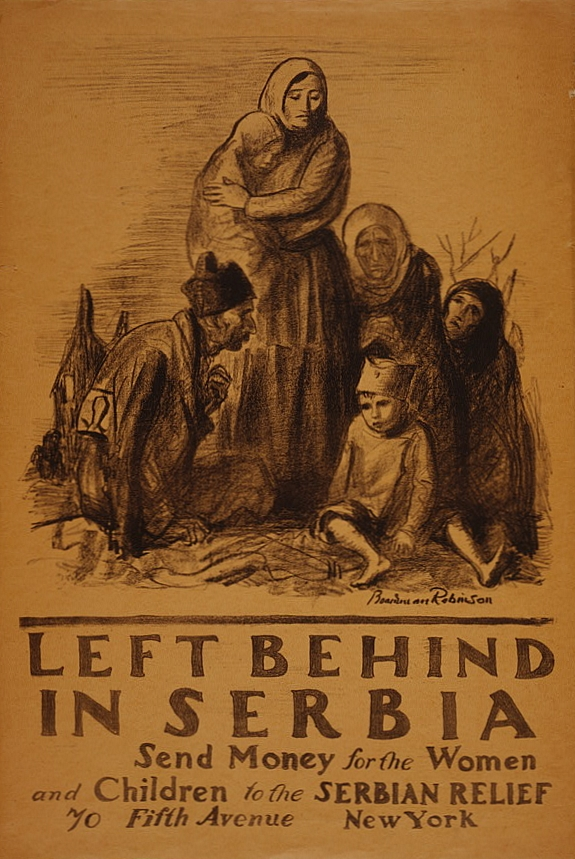
Left behind in Serbia, 1918.
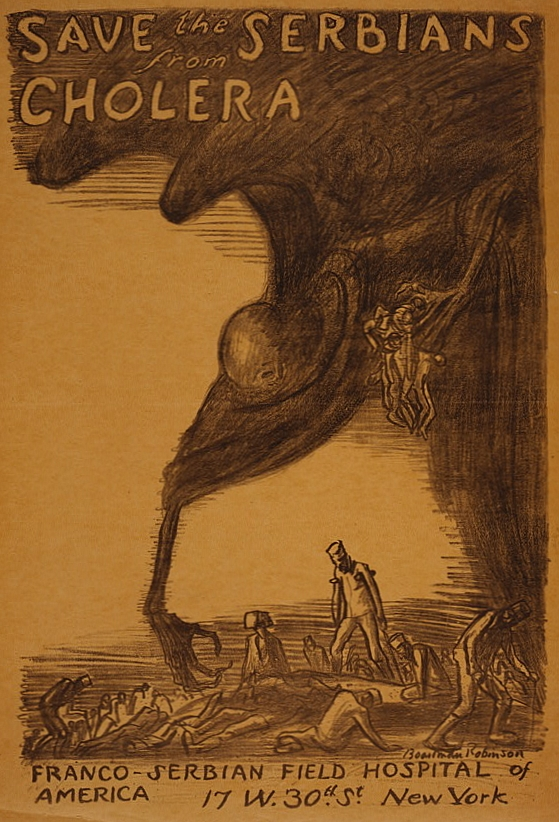
Save the Serbians from cholera, 1918.